# TGV-V150
TGV-V150 var et fransk testtog, der den 3. april 2007 slog verdensrekorden for hurtigste tog på konventionelle skinner. Toget opnåede en maksimal hastighed på 574,8 km/t på et stykke af den nye højhastighedsbane LGV Est mellem Strasbourg og Paris, inden strækningen åbnede for kommerciel trafik.

## Rekorden i 2007
Projekt V150, hvor 150 refererede til målsætningen angivet i meter pr. sekund, var en række højhastighedsforsøg udført på togstrækningen LGV Est forud for åbningen i juni 2007. Forsøgene udførtes i samarbejde med togoperatøren SNCF, togproducenten Alstom og infrastrukturforvalteren Réseau Ferré de France mellem den 15. januar og 15. april 2007. Efter en række testkørsler, hvor farten øgedes gradvist, sattes den officielle rekord den 3. april 2007. Den maksimale hastighed på 574,8 km/t opnåedes nær byen Le Chemin mellem TGV-stationerne Meuse og Champagne-Ardenne, som er det sted på strækningen med de optimale betingelser for meget høje hastigheder.